# 2. deild kvinnur (2008)
W roku 2008 odbyły się rozgrywki 2. deild kvinnur – drugiej ligi piłki nożnej kobiet na Wyspach Owczych. W rozgrywkach wzięło udział 7 klubów z całego archipelagu.
Pierwsza drużyna w tabeli uzyskiwała prawo do gry w 1. deild kvinnur. W roku 2008 był to zespół EB/Streymur.

## Uczestnicy
| Uczestnicy 2. deild kvinnur 2007                                                                              | Uczestnicy 2. deild kvinnur 2007 | Uczestnicy 2. deild kvinnur 2007 | Uczestnicy 2. deild kvinnur 2007 |
| --- | -------------------------------- | -------------------------------- | -------------------------------- |
| HB | HB Tórshavn                      | 6                                |                                  |
| Nowi uczestnicy                                                                                               |                                  |                                  |                                  |
| 07 | 07 Vestur                        |                                  |                                  |
| B36II | B36 II Tórshavn                  |                                  |                                  |
| B/N | B68 Toftir/NSÍ Runavík           |                                  |                                  |
| B71 | B71 Sandoy                       |                                  |                                  |
| MB | MB Miðvágur                      |                                  |                                  |
| Spadek z 1. deild kvinnur 2007                                                                                |                                  |                                  |                                  |
| EBS | EB/Streymur                      | 5                                |                                  |
| Oznaczenia: - kolumna pierwsza – skróty nazw drużyn, - kolumna trzecia – miejsce zajęte w poprzednim sezonie. |                                  |                                  |                                  |

## Tabela ligowa
| Lp. | Drużyna                | M | Z | R | P | Bramki | Bramki | Różn. | Pkt | Uwagi              |
| --- | ---------------------- | - | - | - | - | ------ | ------ | ----- | --- | ------------------ |
| 1   | EB/Streymur (M)        | 8 | 4 | 3 | 1 | 28     | 8      | +20   | 15  | Awans do 1. deild  |
| 2   | HB Tórshavn            | 8 | 4 | 2 | 2 | 26     | 21     | +5    | 14  |                    |
| 3   | B68 Toftir/NSÍ Runavík | 8 | 3 | 3 | 2 | 6      | 14     | −8    | 12  | Awans do 1. deild  |
| 4   | MB Miðvágur            | 8 | 2 | 1 | 5 | 11     | 18     | −7    | 7   |                    |
| 5   | 07 Vestur              | 8 | 2 | 1 | 5 | 17     | 27     | −10   | 7   |                    |
| 6   | B36 II Tórshavn (S)    | 0 | 0 | 0 | 0 | 0      | 0      | 0     | 0   | Drużyna rozwiązana |
| 7   | B71 Sandoy (S)         | 0 | 0 | 0 | 0 | 0      | 0      | 0     | 0   | Drużyna rozwiązana |